# Holden VZ

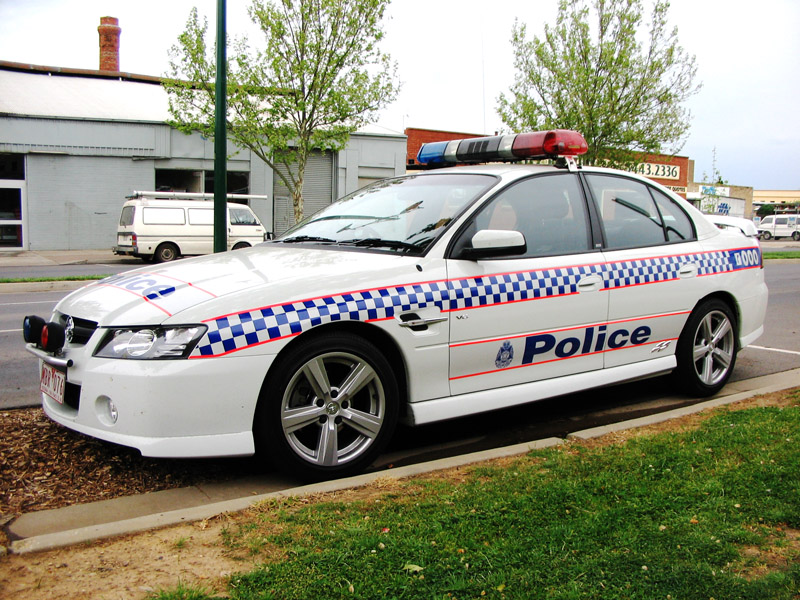
VZ Commodore SS Sedan met 9C1-politiepakket.

De Holden VZ is een serie van het Australische automerk Holden die in augustus 2004 geïntroduceerd werd en tot juli 2006 geproduceerd werd. Het was de dertiende Commodore-serie. De VZ-serie was ook de eerste serie sinds de VL-serie uit 1986 die geen Series II-update kreeg. Midden 2006 werd de VZ-serie opgevolgd door de huidige (2007) serie, de Holden VE.

## Geschiedenis
Opvallend voor de VZ-serie was de introductie van een nieuwe 3,6 liter Alloytec V6-motor. Samen met de verbeterde overbrengingen zorgde die voor een hoger vermogen bij een lager verbruik. Er was ook een nieuwe vijftrapsautomaat vanuit moederconcern General Motors beschikbaar voor die V6-motor. Verder werd ook het vermogen van de uit de vorige generaties overgenomen 5,7 liter V8 verhoogd.
De VZ-serie introduceerde ook ESP in de Australische auto, het Bosch ABS-systeem wordt tot de laatste generatie geüpdatet en het nieuwe Electronic Brake Assist-systeem (EBA) komt standaard op alle Sedans die met ESP zijn uitgerust. Ten slotte kregen alle V6-modellen ook een remkrachtverdeler (EBD) mee.
De VZ-serie was Holdens eerste serie in bijna 20 jaar die geen Series II-update introduceerde. Wel werden mechanische verbeteringen doorgevoerd in januari 2006. Daaronder viel ook de introductie van de nieuwe 6 liter Gen IV V8-motor. De V6-motor verloor ook enkele pk's om aan de nieuwe Australische ADR 79/01 (=Euro III) emissienorm, die op 1 januari 2006 van kracht werd, te voldoen.

## Modellen
- Aug 2004: Holden Commodore Executive Sedan
- Aug 2004: Holden Commodore Acclaim Sedan
- Aug 2004: Holden Commodore SV6 Sedan
- Aug 2004: Holden Commodore SV8 Sedan
- Aug 2004: Holden Commodore SS Sedan
- Aug 2004: Holden Berlina Sedan
- Aug 2004: Holden Calais Sedan
- Aug 2004: Holden Commodore Executive Wagon
- Aug 2004: Holden Commodore Acclaim Wagon
- Aug 2004: Holden Berlina Wagon
- Aug 2004: Holden Ute
- Aug 2004: Holden Ute S
- Aug 2004: Holden Ute SS
- Aug 2004: Holden One Tonner
- Aug 2004: Holden One Tonner S
- Aug 2004: Holden One Tonner Cross 6 (AWD)
- Aug 2004: Holden Crewman
- Aug 2004: Holden Crewman S
- Aug 2004: Holden Crewman SS
- Aug 2004: Holden Crewman Cross 6 (AWD)
- Aug 2004: Holden Crewman Cross 8 (AWD)
- Sep 2004: Holden Monaro CV8
- Dec 2004: Holden Commodore Lumina Sedan (gelimiteerd op 3500 stuks incl. Wagon)
- Dec 2004: Holden Commodore Lumina Wagon
- Mrt 2005: Holden Adventra SX6
- Mrt 2005: Holden Adventra CX6
- Mrt 2005: Holden Adventra LX6
- Mrt 2005: Holden Adventra LX8
- Apr 2005: Holden Commodore Equipe Sedan (gelimiteerd op 2625 stuks)
- Apr 2005: Holden Commodore Equipe Wagon (gelimiteerd op 875 stuks)
- Apr 2005: Holden Storm Ute (gelimiteerd op 1600 stuks)
- Apr 2005: Holden Storm Crewman (gelimiteerd op 1300 stuks)
- Jul 2005: Holden Monaro CV8-Z (gelimiteerd op 1200 stuks)
- Sep 2005: Holden Commodore SSZ Sedan (gelimiteerd op 930 stuks)
- Sep 2005: Holden Ute SSZ (gelimiteerd op 1200 stuks)
- Sep 2005: Holden Crewman SSZ (gelimiteerd op 750 stuks)
- Mrt 2006: Holden Commodore SVZ (gelimiteerd)
- Mrt 2006: Holden Thunder S Ute (gelimiteerd)
- Mrt 2006: Holden Thunder SS Ute (gelimiteerd)
- Mrt 2006: Holden Thunder SS Crewman (gelimiteerd)